# Mejdúmi piramis
A mejdúmi piramis (arabul: هرم ميدوم (haram Majdúm); más néven: álpiramis, hamis piramis (arabul: el-Harám al-Kaddáb), összeomlott piramis; feltételezett ókori nevén: Men mer, azaz Szilárd/Tökéletes piramis) az egyik legrégibb piramis. Valószínűleg Huni fáraó kezdte el az építését, majd fia, Sznofru folytatta. Az építkezés azonban megrekedt, mivel az épület instabillá vált, így soha nem használták temetkezési helyként.
Arab nevét onnan kapta, hogy valójában egy, a Dzsószer-piramishoz hasonló lépcsős piramisról van szó, amelyet elődjétől eltérően elkezdtek sima mészkőlapokkal burkolni: az eredeti tervek szerint egy 118 méter magas, gúla alapú építményt akartak létrehozni. Valódi magassága végül csak 91,65 métert ért el, de így is a legmagasabb épület volt a világon Sznofru következő piramisának, a tört falú piramisnak az elkészültéig. Sznofru első saját piramisa sem hozott sikert, a tört falú piramis is hibás konstrukciónak bizonyult, ellenben az már valódi piramisnak indult. Az első, sikeresen fölépített valódi piramis végül Sznofru 105 méter magas vörös piramisa lett.
A mejdúmi piramis minden hibája ellenére fontos a piramisépítések és az építészet történetében, hiszen ez az első próbálkozás a sima oldalfalú síremlékek építésére, emellett pedig óriási vállalkozásnak számított a néhány évvel korábban elkészült, akkor teljesen újnak számító és méreteivel is minden mást fölülmúló Dzsószer-piramisnál majdnem kétszer magasabb épület terveinek a kidolgozása. A mejdúmi piramis felső része végül összeomlott, de ma is rendkívül látványos és 65 méteres jelenlegi magasságával is lenyűgöző és szokatlan látványt nyújt a szemlélődők számára.

## Az építtető személye
Az építtető személyazonossága kérdéses. Általában Hunit jelölik meg a piramis tulajdonosaként és az építkezés megkezdőjeként, de igen sokan határozottan Sznofrut nevezik meg az építkezés megkezdőjeként is.
Huni személyéről lényegében csak szerencsés körülmények miatt tudunk bármit is, mert sem régészeti tárgyi leletanyag, sem lényeges feliratos emlékek nincsenek róla. Az egyetlen hozzá köthető szobortöredék is csak feltételes módban kapcsolható hozzá: ez egy vörösgránit szoborfej, amit a környéken találtak meg. Rainer Stadelmann véleménye szerint Sznofru az uralkodásának 15. esztendejében a mai Dahsúr környékére költözött, és ekkor utasította építészeit a mejdúmi piramis lépcsőközeinek kitöltésére, így a mejdúmi piramis Sznofru piramisépítési programjának egyszerre az első és utolsó darabja is. Stadelmann a Sznofru által építtetett három piramisról ír. Lehner és Verner is egyértelműen Sznofru piramisaként azonosítják.
A mejdúmi piramis feliratokat nem tartalmaz, a közelben IV. dinasztia-korabeli előkelők sírjai állnak - jórészt Sznofru tisztviselői, illetve az ő családtagjai, gyermekei, mint Rahotep herceg. A közvetlen utókor egyértelműen Sznofru nevét kapcsolta ehhez a piramishoz is, magát a sírvárost Dzsed Sznofru néven nevezték (Sznofru örök). A sírváros elnevezése azonban önmagában nem jelent bizonyítékot a piramis építtetőjének kilétére, hiszen a telepítés és a névadás is bármikor, függetlenül a piramis építésétől történhetett.

## A mejdúmi piramis

### Felépítmény

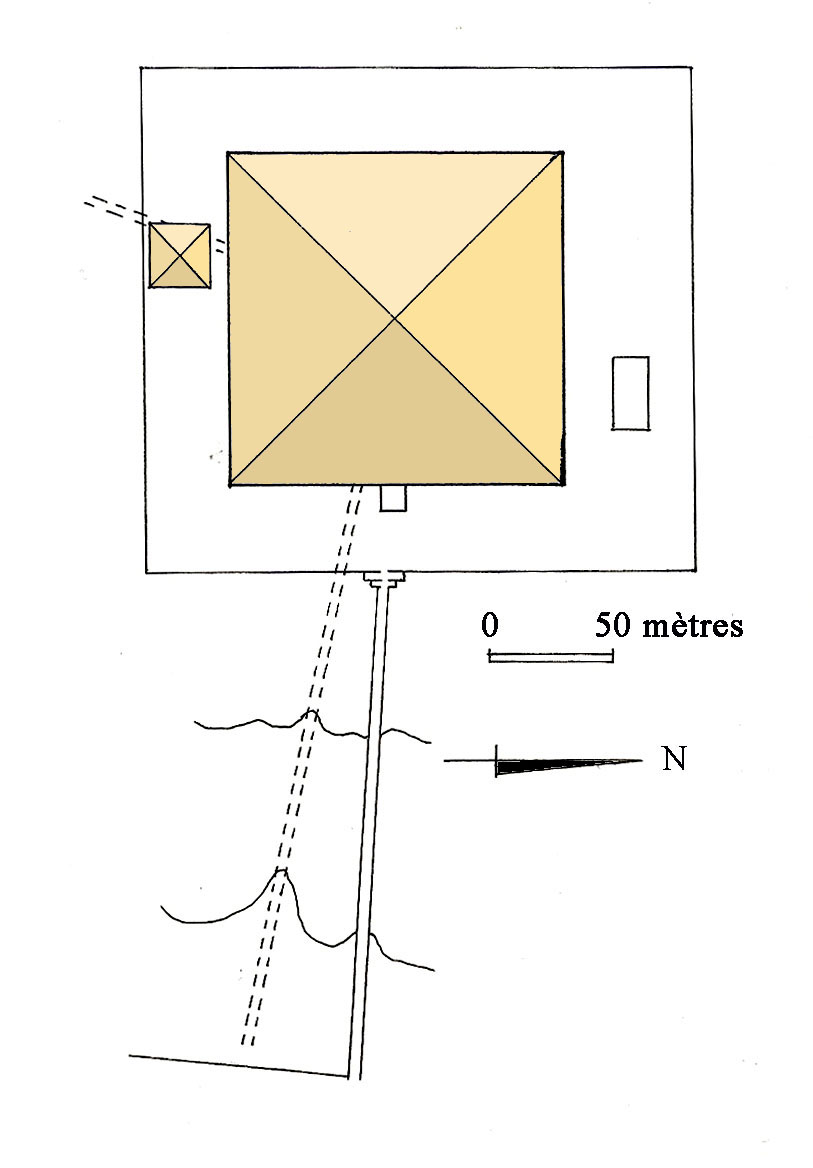
A mejdúmi piramiskörzet térképe a feljáró úttal és rámpamaradvánnyal (a rámpamaradvány valójában csak a kerítésfalig követhető, az azon belüli rész feltételezés)

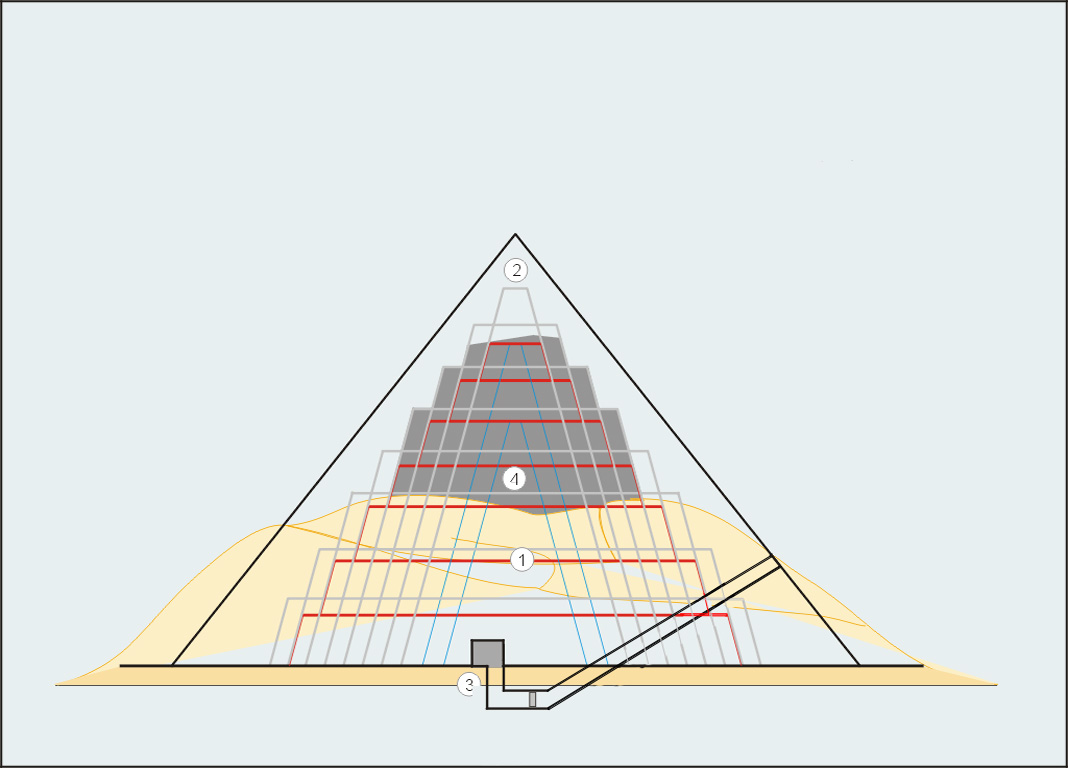
A mai állapotot is feltüntető metszetrajz Huni piramisáról. 1: törmelékdomb a piramis körül, 2: a végleges körvonalak a lépcsők kitöltése után, 3: sírkamra a hozzá vezető folyosóval, 4: A ma is meglévő építmény

A mejdúmi piramist minden bizonnyal Sznofru fejezte be, bárki is legyen az építkezés megindítója. Az utókor is így emlékezett meg róla, újbirodalom korabeli graffitik tanúsítják ezt a halotti templom falán: „Sznofru király gyönyörű temploma”. Az építményben több olyan újítás van, amely már a IV. dinasztia piramisai felé mutat, ugyanakkor építése még a III. dinasztia stílusában kezdődött.
Eredetileg hétlépcsős klasszikus piramisnak indult. Ezt a fázis nevezik az egyiptológusok E1-nek. Az E2 fázis a negyedik vagy ötödik lépcsőfok építése közben kezdődött, amikor nyolclépcsősre alakították. Az E2 fázisban a piramis méretei: 144 méteres oldalhosszon 92 méteres magasság.
Utolsó lépésként a lépcsők közeit kitöltötték (E3), amivel a sima falú, gúla alakú valódi piramisok mintapéldáját építették meg. A kitöltés kvádereit vízszintes sorokban rakták a lépcsőkre, a külső köveket pedig az emelkedési szögnek megfelelőre alakították (derékszögű trapéz keresztmetszetűre). Az építkezés bizonyítható szakaszossága még inkább vitatottá teszi az építtető személyét, mert az is vita tárgyát képezi, hogy ha Huni kezdte meg az építést, Sznofru melyik fázisban vette át azt.
Az építmény szerkezetileg a Dzsószer-piramishoz hasonlít. Kvádereit befelé lejtős sorokban rakták, amelyeket így saját súlyuk tartott össze. A sorok lejtése 15 vagy 16°, a forrásadatok eltérőek. Mindezt rétegenként, belülről kifelé haladva bővítették.
A piramis mai állapotában egy toronyhoz hasonlít, mivel felső részén csak a belső mag látható. Ebből levonható az a következtetés, hogy az építés közben hagymahéjszerű, egymástól elkülönülő rétegeket hoztak létre. Az külső réteg építését egyszerűen befejezték, amikor elérték a réteghez tartozó lépcső kívánt magasságát. A torony falainak mai dőlésszöge mutatja az eredeti rétegek dőlését, és ez igen meredek (74 vagy 75°). Az utólag ráhelyezett töltelékanyag és burkolat valószínűleg nagyobb feszítőerőt gyakorolt, mint amennyit a rétegek a dőlése megengedett volna, ezért a külső rétegek apránként lecsúsztak.

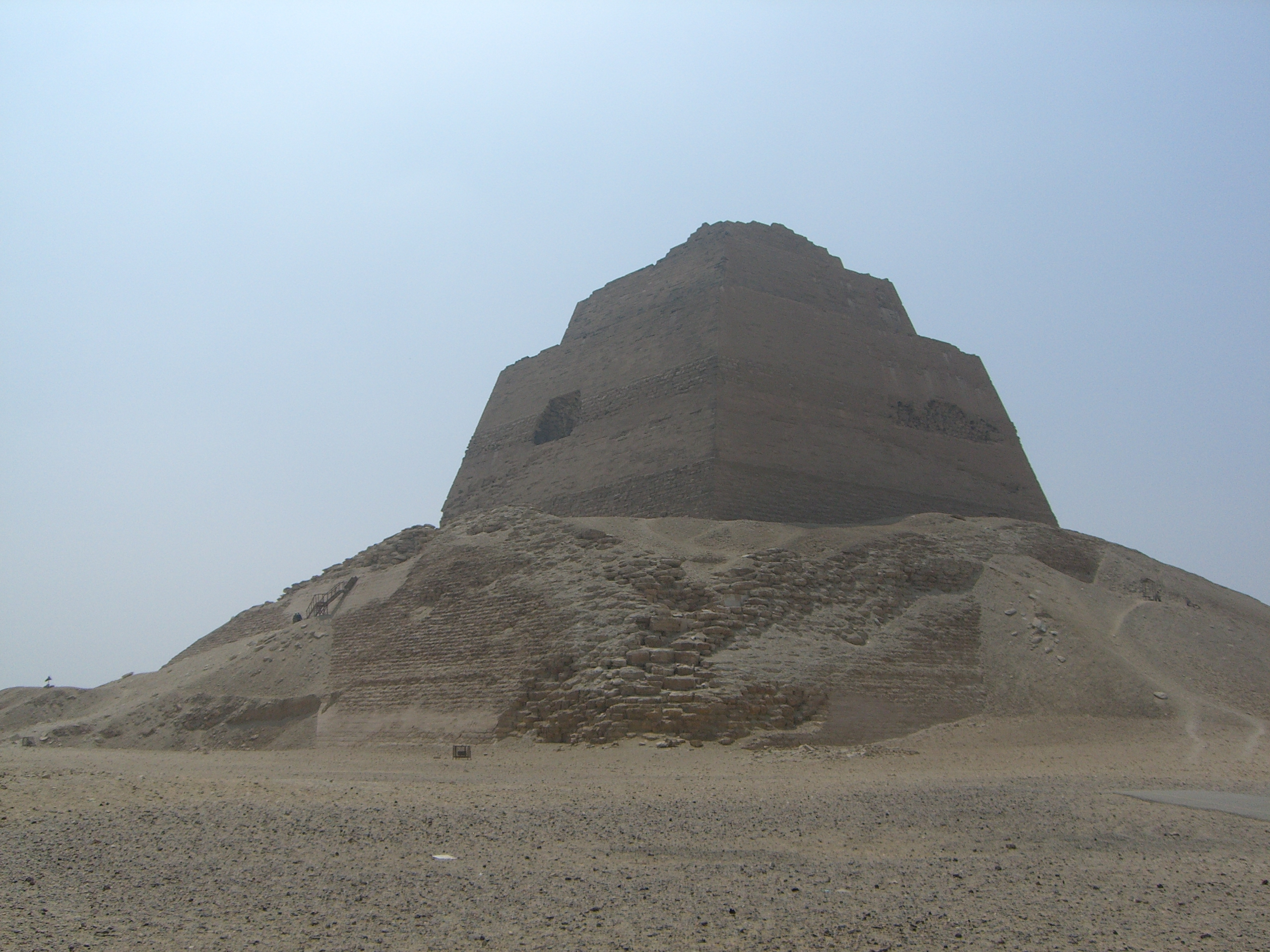
A piramis ma

Egyes adatok alapján a piramis sosem készült el, nemcsak a sima burkolatú E3, de a nyolclépcsős E2 fázis sem. A torony felső részét alkotó utolsó előtti lépcsőfok eleve befejezetlennek látszik, nem elbontottnak vagy leomlottnak.

### Alépítmény

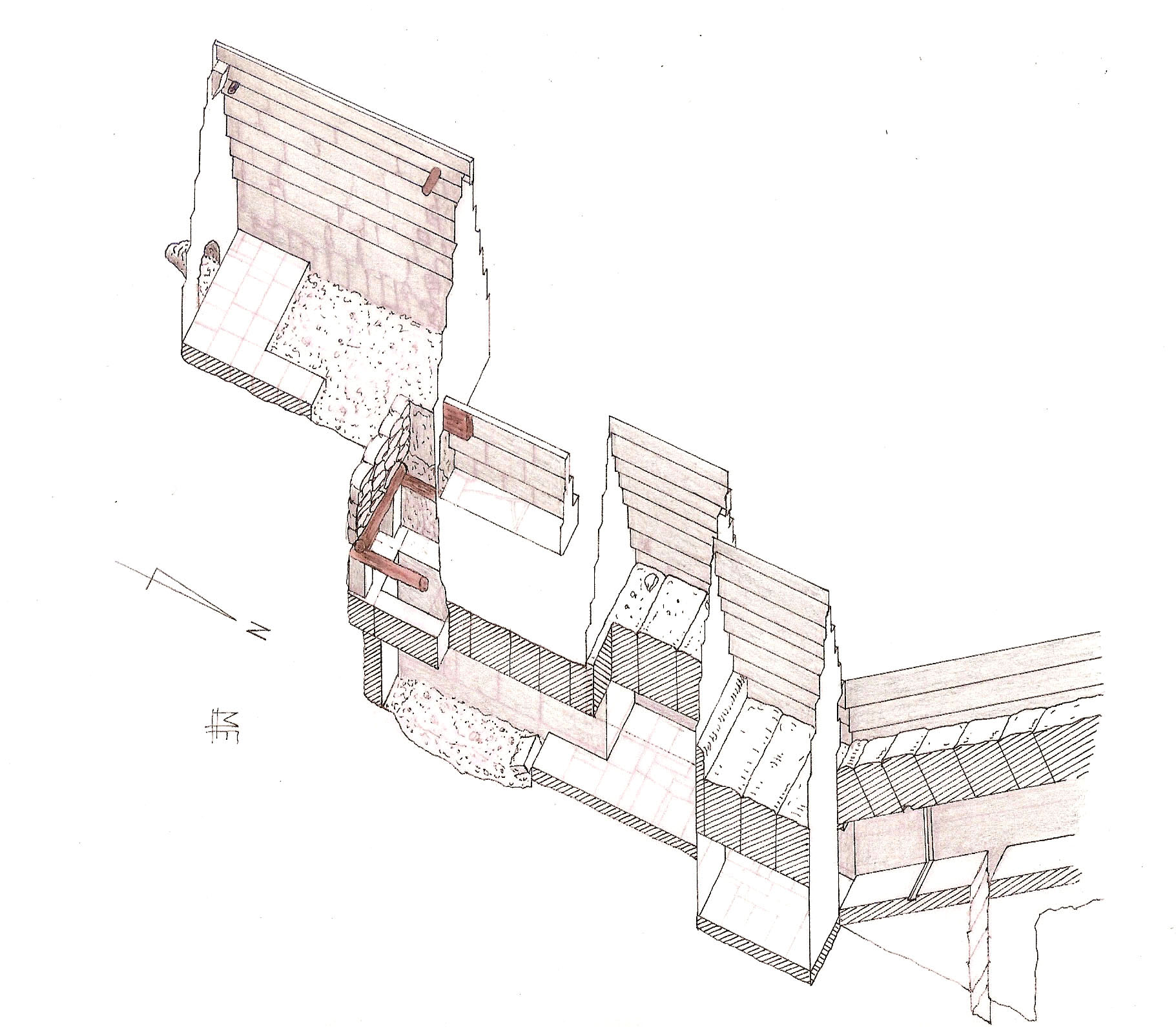
Az alépítmény szerkezete

A mejdúmi piramis alépítménye egyfelől hagyományosan III. dinasztia-korabeli, másfelől azonban új szellemű. A lejtős bejáró és annak vízszintes szakasza majdhogy nem Haszehem piramisának másolata. A sírkamra azonban a vízszintes szakasz felett helyezkedik el, kivitelezése pedig a Hufu-piramis Galériájához hasonló. A piramis belső része nem tekinthető átkutatottnak, ezért nem vethető el, hogy a hagyományos III. dinasztia-korabeli halotti kelengyés kamrák, vagy a később Hufunál látható több szintes kamraelhelyezés még felfedezésre vár. A Hufu-piramis alsó sírkamrájában ugyanis éppúgy nincs szarkofág, ahogyan Huni ismert sírkamrájában sem, ezenkívül a Nagy Piramis alsó kamrája és az ahhoz vezető lejárat igen hasonlít Huni piramisának alépítmény-szerkezetéhez.
A bejárat az északi oldal közepén, a talajszinttől 16,6 méteres magasságban helyezkedik el, figyelemre méltó a hasonlóság a Nagy Piramis szintén ~17 méteres magasságban lévő bejáratával. A folyosót a Szehemhet és Dzsedefré piramisánál közvetlenül tanulmányozható nyitott gödör módszerével készítették, vagyis árkot ástak a megfelelő irányban és lejtéssel, később ezt leburkolták és befedték. Újítás a korábbi lépcsős piramisokhoz képest, hogy a lejtős folyosó a talajszint felett törésmentesen behatol a felépítménybe. Ez a formabontó szerkezet mindjárt két magyarázatra is lehetőséget ad: egyfelől azt a feltételezést engedi meg, hogy eredetileg ott lett volna a piramis széle, ahol a folyosó elérte a talajszintet (azaz jóval kisebb piramist terveztek), másfelől viszont a kész építmény rengeteg egyéb új formai eleme figyelembe vételével az is feltehető, hogy eleve így tervezték.
A folyosó vízszintes szakaszán két kitüremkedést vájtak, amelyek a feltevések szerint a gránit zárókövek ideiglenes elhelyezését szolgálták.
A sírkamra a folyosó vízszintes szakaszának végén lévő, 6,5 méter magas függőleges kürtőből nyílik. Szokatlan elhelyezésű, de önmagában a kürtő még a korábbi lépcsős piramisokban mindig megjelenő függőleges aknára emlékeztet, amely a masztaba-bejáratok hagyománnyá váló emléke volt.
A sírkamra 5,9 méter hosszú és 2,65 méter széles. A folyosó 58 méter hosszú, keresztmetszete 0,85×1,65 méter. Mivel a sírkamra nem szálkőben volt, hanem magában a felépítményben, felső lezárása újszerű technológiai problémát jelentett. Ezt a későbbi Nagy Piramis Nagy Galériájához hasonló álboltozattal oldották meg.

### Piramiskörzet
A piramis és környezetének feltárásában sok egyiptológus vett részt. Lepsius, Maspero, Petrie, Mariette és Gerald Avery Wainwright ásatásai után Borchardt fedezte fel a rámpák és töltések nyomait. Az 1930-as években Rowe további töltésmaradványokat tárt fel.
Huni piramiskörzete az első olyan halotti komplexum, amely Dzsószer óta elkészült. Nagy változásokat mutat elődjéhez képest, és részben a későbbi temetkezési körzetek előképének számít. Itt jelenik meg először a szatellit-piramis, talán a dzsószeri és szehemheti Déli sír helyett. A kerítésfal már nem határol olyan nagy területet, a halotti kápolna és a mellékpiramis kapott helyet belül. A völgytemplomból felvezető feljáróút első ismert példája is itt található. A kerítésfal az északi és déli oldalon 54 méterre, a keleti és nyugati oldalon pedig 34 méterre húzódott a piramis talajszinti szélétől.
Látszólag nem tartozik a piramiskörzethez a kerítésfal északkeleti sarkához csatlakozó nagyméretű masztaba (17. számú), de egyes egyiptológusok véleménye szerint Hunit nem a piramisba, hanem ebbe a masztabába temették el, amelyben nagyméretű gránitszarkofágot találtak. Más elmélet szerint e masztabában valamilyen királyi sarj nyughelye volt. Ez a masztaba mindenesetre korábban, vagy egyszerre épült a mejdúmi piramissal, mivel annak kerítésfala beleütközik, és egy szakaszon közös a masztabával. A masztaba tulajdonosának azonosítása kérdéses, mert feliratos emlék nem maradt fenn, ugyanakkor a 16. számú masztaba Sznofru fia Nofermaat hercegé, és a közelben van Sznofru fia Rahotep sírja is.

#### Halotti templom

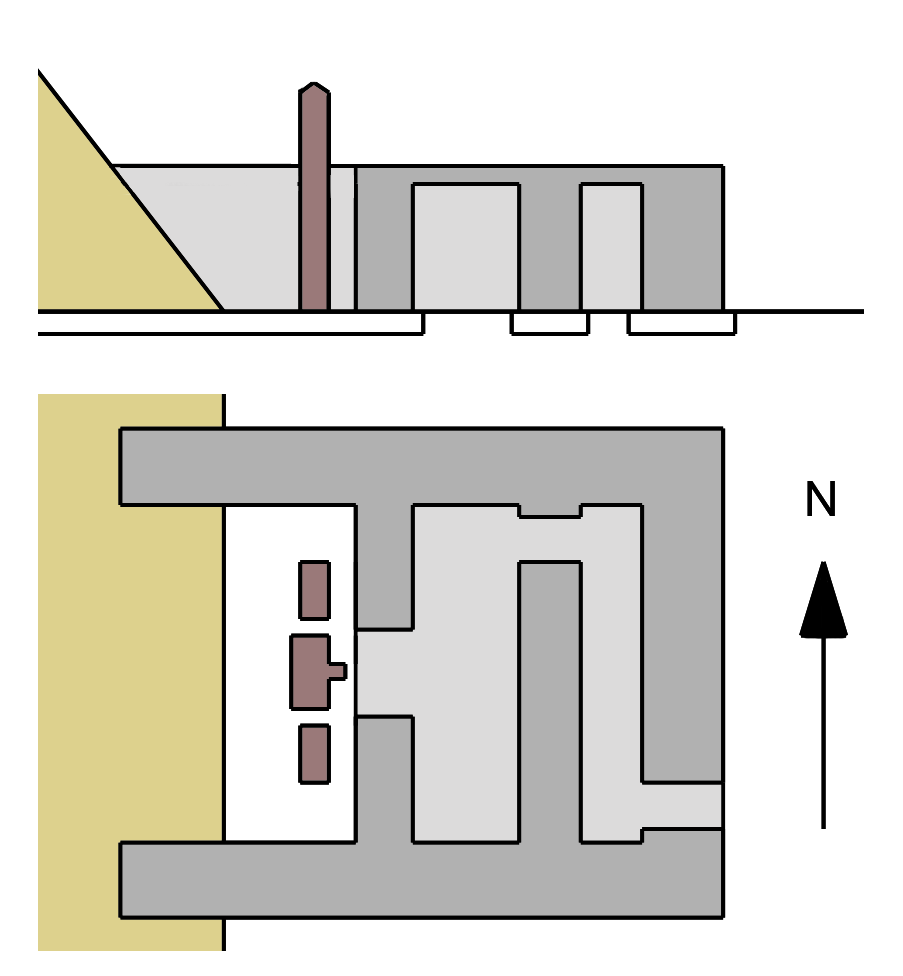
A halotti templom szerkezete

Itt a halotti templom tulajdonképpen még csak egy részben fedett, zárt kápolna (többen keleti kápolna néven emlegetik), amely valószínűleg az elhunyt uralkodó halotti szertartásainak célját szolgálta, és közvetlenül csatlakozik a piramishoz. Mészkőkváderekből épült, 10 x 9 méter nagyságú, eredetileg körülbelül 2,7 méter magas. Egyetlen oltárt fogad magába. Nem messze tőle volt a feljáró út és a kerítésfal csatlakozása.
A keleti kápolna befejezetlen maradt, amire az udvarán felállított, de szöveget nem tartalmazó két darab, 4,2 méter magas sztélé utal. A sztélék kimagaslottak a kápolna falain.

#### Völgytemplom és feljáró út
A völgytemplomok időben első ismert előfordulása itt volt található, de mára teljesen elpusztult. Körülbelül 250 méterre épült a kerítésfaltól. A hozzá vezető feljáró út három méter széles volt, az utat szegélyező kőfal körülbelül két méter magas lehetett.
Érdekesség, hogy a felvezető út egy korábbi változatát is feltárta Petrie, amely a végleges út nyomvonalától kissé délre épült meg. Éppúgy a sziklaágyból vájták ki, majd vályogtéglákkal bélelték és vályogfalakat emeltek mellé.

#### Mellékpiramis

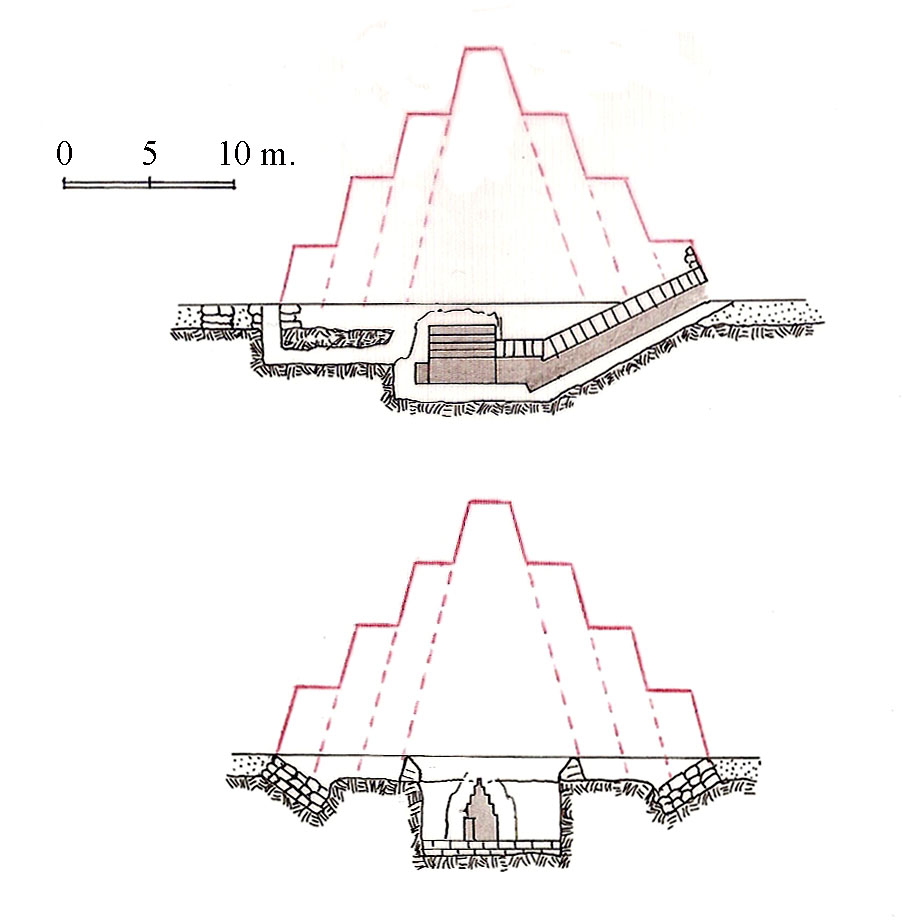
A mejdúmi piramis mellékpiramisának szerkezete

A mellékpiramis valószínűleg teljesen elkészült, de mára gyakorlatilag elpusztult. Nem lehet tudni, hogy a Nagy királyi feleség számára épült, vagy kultikus célokat szolgált. Sírkamrát és lejtős folyosót is tartalmazott, de ezek az elemek a kultikus piramisoknál is előfordulnak.
Az azonosítás azért nehéz, mert az egykor a kis piramis mellett álló két sztéléből mindössze egy töredék került elő, amelyen egy sólyom lábai vehetők ki.

#### Sírváros
A mejdúmi piramishoz csatlakozó sírváros éppúgy hagyományteremtő volt, mint az építmény sok szerkezeti eleme. Az előkelőség temetője a piramistól északkeletre helyezkedik el, szabályos sorokba rendezve. Itt találhatók Sznofru családtagjainak (elsősorban fiainak sírjai), valamint fontos tisztségeket betöltő nemeseké.

## Lásd még
- Fáraók listája
- Az egyiptomi piramisok tipológiája